# René van Hove
René van Hove (* 1. April 1913 in Koewacht, Belgien; † 19. August 1997 in Lokeren, Belgien) war ein niederländischer Radrennfahrer.

## Sportliche Laufbahn
René van Hove war im Straßenradsport aktiv. 1936 startete er bei den Olympischen Sommerspielen in Berlin. Im olympischen Straßenrennen kam er nicht ins Ziel. In der Mannschaftswertung kam das Team der Niederlande mit Nico van Gageldonk, Gerrit Schulte, Philippus Vethaak und René van Hove nicht in die Wertung. 1938 und 1939 startete er als Berufsfahrer, blieb jedoch ohne Erfolge. Beim Omloop der Vlaamse Gewesten 1938 wurde er Zweiter, bei Gent–Wevelgem 1938 kam er auf den 6. Platz.